# 张国智
张国智（1973年6月—），女，汉族，四川蓬溪人，中华人民共和国政治人物。曾任重庆市大渡口区人民政府区长，重庆市人民政府副市长。现任广东省委常委，省政府副省长、党组成员。